# 프레노케라톱스
프레노케라톱스(Prenoceratops, "굽은 뿔을 가진 얼굴"이라는 뜻으로 '앞쪽으로 굽은'이라는 의미의 프레네(prene-/πρηνη-) 와 '뿔'이라는 의미의 케라트(cerat-/κερατ-), 그리고 '얼굴'이라는 의미의 옵스(-ops/ωψ)의 합성어)는 백악기 후기에 살았던 각룡류 공룡의 한 속이다. 화석은 미국 몬태나 주의 투메디신 층에서 발견되었다. 8300만 년에서 7400만 년 전에 걸친 샹파뉴절에 살았다.

## 발견과 종

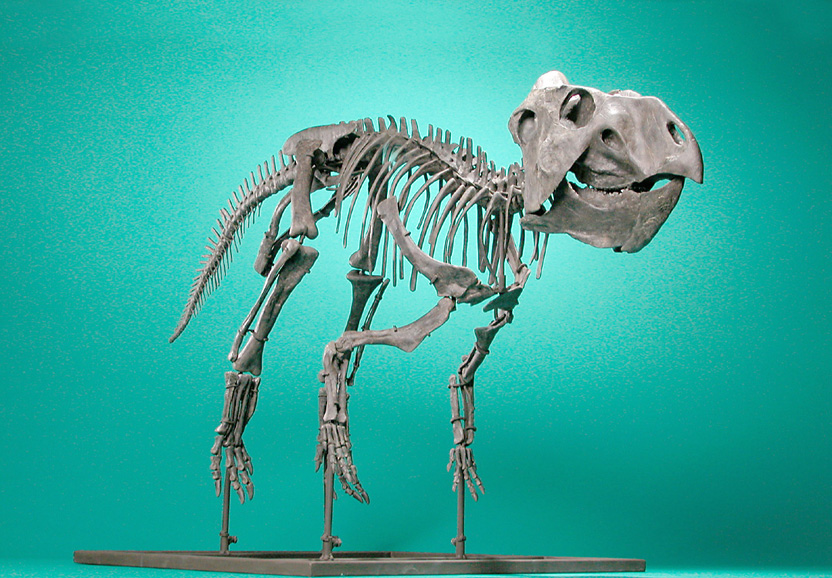
인디애나폴리스 어린이박물관에 전시된 프레노케라톱스의 골격 캐스트

프레노케라톱스는 브렌다 J. 치네리에 의해 2004년에 처음 보고되었다. 뼈지층(bonebed)에서 발견된 유일한 원시적 신각룡류라는 점이 특이하다.
프레노케라톱스의 종으로는 모식종인 P. pieganensis 가 있다.

## 분류
프레노케라톱스는 백악기에 북아메리카와 아시아에서 번성했던 앵무새 같은 부리를 가진 초식성 공룡 그룹인 각룡류에 속한다. 프레노케라톱스는 렙토케라톱스와 가까운 관계이며 렙토케라톱스보다 수백만 년 정도 앞서 살았다. 렙토케라톱스보다 머리 앞쪽이 낮고 이마의 경사가 더 급하다는 것이 특징이다.

## 식성
프레노케라톱스는 다른 각룡류와 마찬가지로 초식성이었을 것이다. 백악기동안 속씨식물은 "지리적으로 제한된 지역에만 분포"하고 있었기 때문에 이들 공룡은 당시에 번성했던 식물인 양치류, 소철류, 그리고 침엽수 등을 먹었던 것으로 보인다. 날카로운 부리를 가지고 잎을 뜯어먹었을 것이다.

## 참고 문헌
- Chinnery, BJ (2004). “Description of Prenoceratops pieganensis gen et sp. nov. (Dinosauria: Neoceratopsia) from the Two Medicine Formation of Montana.”. Journal of Vertebrate Paleontology 24 (3): 572–590. doi:10.1671/0272-4634(2004)024[0572:DOPPGE]2.0.CO;2. ISSN 0272-4634.
- https://web.archive.org/web/20050225002043/http://www.vertpaleo.org/jvp/24-572-590.html (online abstract of the preceding article)
- Liddell & Scott (1980). Greek-English Lexicon, Abridged Edition. Oxford University Press, Oxford, UK. ISBN 0-19-910207-4.